# Damir Bajs
Damir Bajs (né le 7 octobre 1964 à Pakrac, Yugoslavie) est un homme politique croate.

## Biographie
Il a été ministre du Tourisme entre 2008 et 2011